# 苦境
| ウィキペディアには「苦境」という見出しの百科事典記事はありません（タイトルに「苦境」を含むページの一覧/「苦境」で始まるページの一覧）。 代わりにウィクショナリーのページ「苦境」が役に立つかもしれません。 |